# 零 〜ゼロ〜 女の子だけがかかる呪い
『零 〜ゼロ〜 女の子だけがかかる呪い』（ゼロ おんなのこだけがかかるのろい）は、ホラーゲームの零シリーズを基にした、大塚英志による日本のホラー小説、およびそれを基にした別名のホラー映画（#劇場版 零 ゼロ）作品のメディアミックスである。

## ストーリー・設定

### ストーリー
舞台は田舎のミッション系全寮制女学園。カスミは、同級生の中でも最も美しいアヤに憧れを抱いていた。アヤは言う。午前0時になる千分の一秒前。写真にキスをすれば、同じ呪いにかかる……。写真にキスをした少女は、次々と消えていってしまうのだった。

### 登場人物
アヤ
本作の主人公。同級生の中で最も美しいと評判の少女で、周囲からは憧れのカリスマ的存在。ある日を境に、部屋に閉じこもってしまう。
カスミ
小説版のもう1人の主人公。ミチの友人で、アヤに憧れを抱いている。少し内気な性格。
ミチ
映画版のもう1人の主人公。写真撮影が趣味の少女。友人が次々と神隠しに遭ったことを機にアヤと共に、事件の謎に迫る。

## 劇場版 零 ゼロ
『劇場版 零 ゼロ』（げきじょうばん ゼロ）は、上述小説『零 〜ゼロ〜 女の子だけがかかる呪い』を原作とする、監督安里麻里、主演中条あやみ・森川葵による青春モノの要素もある日本の超常ミステリーホラー映画である。キャッチフレーズは “私の呪いを解いて…” および “次の0時の死者は誰”。
監督曰く、「ゲームを原案に大塚さんが書いた原作の小説を基に脚本を作るにあたって、都会的な女子高生ホラーではない、もうちょっとフィクション度の高いもの」を目指したという。ゲームが原案であることを「ゲームの中では水と美少女が大事な要素ですが、もし自分がゼロから作ったらクラス全員が美少女みたいな虚構の世界はなかなか書かない……」と語り、「ゲームが持つ特殊な世界観は面白いチャレンジだった」という、また「ホラー映画はどちらかといえば男の人向けなところがあると思う。今回の映画は女の子のために作られているような、女の子のためのホラーといってもいい側面があると思う」と言い、「普段ホラーが好きな方にももちろん見てほしいですが、普段ホラーは見ないというような女の子にも見てほしいと思います」と語っている

### キャスト
- アヤ - 中条あやみ
- ミチ - 森川葵
- リサ - 小島藤子
- イツキ - 美山加恋
- カスミ - 山谷花純
- ワカ - 萩原みのり
- 麻生真由美 - 中村ゆり
- 麻生崇 - 浅香航大
- “メリーさん”（草薙和美） - 中越典子
- 学園長 - 美保純
- 唐津九郎 - 渡辺裕也